# Боршин-Великий
Боршин-Великий (пол. Borszyn Wielki) — село в Польщі, у гміні Ґура Ґуровського повіту Нижньосілезького воєводства.
Населення — 131 особа (2011).
У 1975-1998 роках село належало до Лешненського воєводства.

## Демографія
Демографічна структура станом на 31 березня 2011 року:
|          | Загалом | Допрацездатний вік | Працездатний вік | Постпрацездатний вік |
| -------- | ------- | ------------------ | ---------------- | -------------------- |
| Чоловіки | 72      | 18                 | 50               | 4                    |
| Жінки    | 59      | 11                 | 36               | 12                   |
| Разом    | 131     | 29                 | 86               | 16                   |